# Villa Beatrice d'Este
Villa Beatrice d'Este, citata anche semplicemente come Villa Beatrice, è una villa veneta situata sulla sommità del monte Gemola, sui Colli Euganei, sede di un museo naturalistico dal tardo XX secolo. La struttura è di proprietà della Provincia di Padova ed è raggiungibile tramite mezzi di trasporto da Valle San Giorgio e da Cinto Euganeo.

## Storia e descrizione

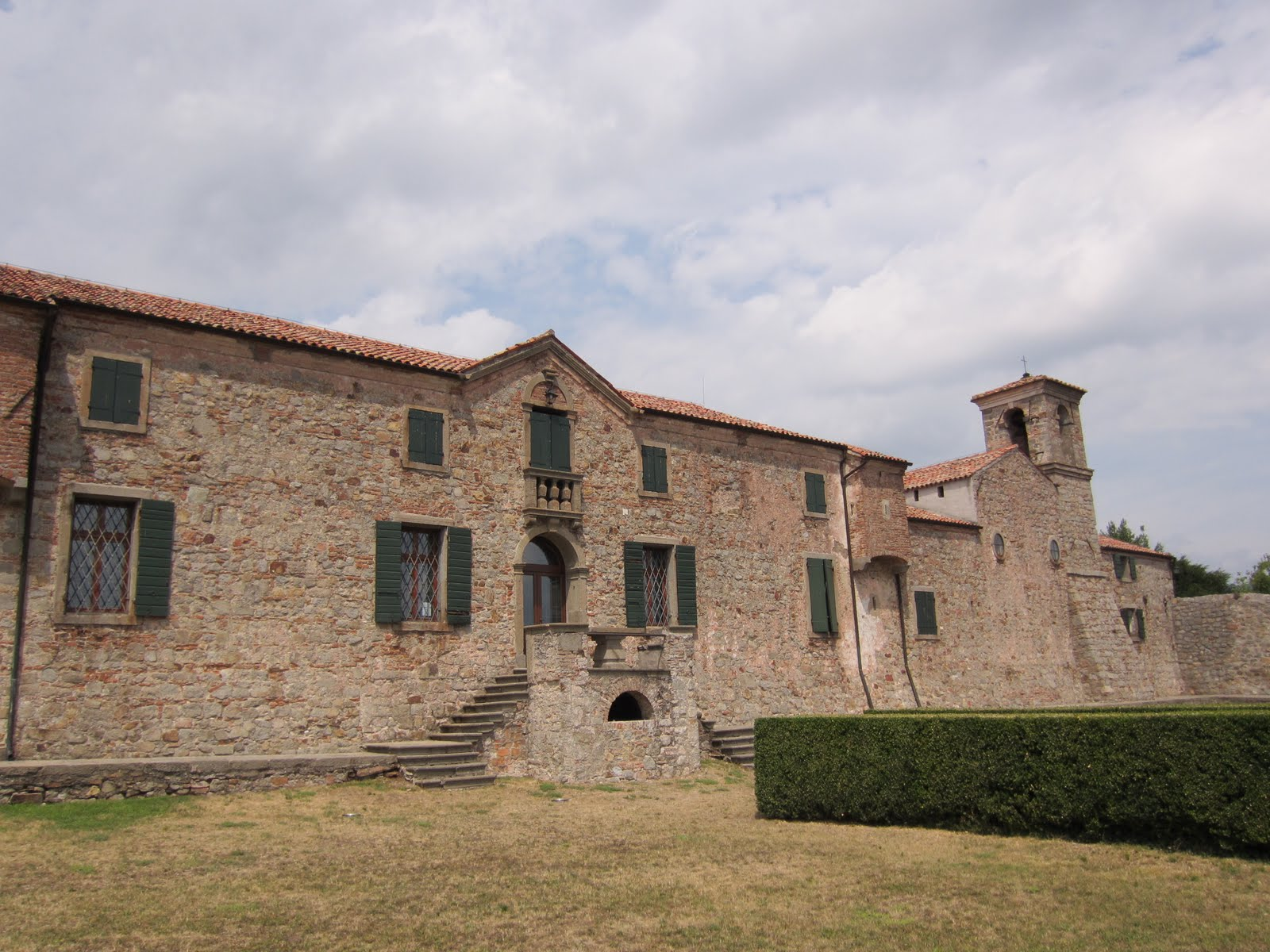
Retro

Prende nome dalla sua fondatrice, la beata Beatrice I d'Este, il monastero dedicato a San Giovanni Battista sopravvisse per oltre tre secoli e mezzo, diffondendo la fama di santità della propria fondatrice, vi furono interventi del vescovo di Padova Pietro Barozzi.
Ristrutturazione del precedente convento (o monastero) benedettino questo già oggetto della trasformazione del precedente monastero maschile di San Giovanni Battista oramai abbandonato, venne acquistato da un mercante d'oro quando era oramai in stato d'abbandono dalla fine del XVI secolo e destinato ad essere trasformato in un lazzaretto durante l'epidemia di peste del 1630.
La struttura conserva quasi inalterato l'aspetto del complesso monastico, con recinto in muratura che conteneva il convento vero e proprio, la chiesa e il chiostro, alla quale si sono aggiunti tra il XIX inizi del XX secolo un'azienda agricola con relativa barchesse che hanno sostituito però alcune strutture conventuali e la piccola area del cimitero.
Il museo offre una panoramica dell'evoluzione dell'ecosistema locale fin dalla formazione geologica del gruppo collinare della provincia di Padova, risalente a circa 30 milioni di anni fa.
Ogni anno l'Associazione "La Corte Medioevale" fa rivivere lo storico avvenimento dell'arrivo di Beatrice d'Este al monastero sul Monte Gemola. Viene ricostruita la Corte degli Estensi, composta di nobili, dame, cavalieri, armigeri, trovatori, maestri artigiani e popolani.